# ASCI Red
ASCI Red (connu aussi sous le nom TFLOPS) est un superordinateur américain conçu par l'Advanced Strategic Computing Initiative (ASCI) aux Laboratoires Sandia. Il a été le premier ordinateur à passer la barre du Tera-FLOPS. Il était basé sur une technologie de type Intel Paragon. Il a été construit en 1997, utilisé par le gouvernement américain entre 1997 et 2005, puis mis hors service en 2006.